# Nhà thờ chính tòa Đức Bà Sài Gòn
Nhà thờ chính tòa Đức Bà Sài Gòn (hay Vương cung thánh đường chính tòa Đức Mẹ Vô nhiễm Nguyên tội, tiếng Anh: Immaculate Conception Cathedral Basilica, tiếng Pháp: Cathédrale Notre-Dame de Saïgon), thường được gọi tắt là Nhà thờ Đức Bà, là nhà thờ chính tòa của Tổng giáo phận Sài Gòn.
Nhà thờ không chỉ là biểu tượng của Công giáo ở Việt Nam, mà còn là một trong những công trình kiến trúc độc đáo của Thành phố Hồ Chí Minh và điểm đến nổi tiếng với du khách. Tên gọi ban đầu của nhà thờ là Nhà thờ Sài Gòn (tiếng Pháp: l'eglise de Saïgon), tên gọi Nhà thờ Đức Bà bắt đầu được sử dụng từ năm 1959 bằng việc đặt Tượng Đức Bà Hòa Bình trước khuôn viên.
Nhà thờ là nơi tấn phong nhiều giám mục, đón tiếp các đại diện Tòa thánh Rôma, nhậm chức của các Tổng giám mục và cũng là nơi thụ phong của hàng ngàn linh mục.

## Lịch sử

### Nhà thờ đầu tiên
Ngay sau khi chiếm Sài Gòn, thực dân Pháp đã cho lập ngôi nhà thờ dùng chỗ cử hành Thánh lễ cho người theo đạo Công giáo. Ngôi nhà thờ đầu tiên được lập ở đường Số 5 (nay là đường Ngô Đức Kế). Giám mục Lefevre quyết định xây dựng một nhà thờ. Vì nhà thờ đầu tiên đó quá nhỏ nên vào năm 1863, Đô đốc Victor Auguste Duperré đã quyết định cho khởi công xây dựng ở nơi khác một nhà thờ khác bằng gỗ bên bờ "Kinh Lớn" (còn gọi là kinh Charner, thời Việt Nam Cộng hòa là vị trí trụ sở Tòa Tạp tụng, tương ứng với vị trí tòa nhà Sun Wah ngày nay). Cố đạo Lefebvre tổ chức lễ đặt viên đá đầu tiên xây dựng nhà thờ vào ngày 28 tháng 3 năm 1863. Nhà thờ được dựng bằng gỗ, hoàn thành vào năm 1865, ban đầu gọi là Nhà thờ Saigon. Về sau, do nhà thờ gỗ này bị hư hại nhiều vì các côn trùng gây hại như mối và mọt gỗ, các buổi lễ được tổ chức trong phòng khánh tiết của Dinh Thống Đốc cũ, về sau cải thành trường học Lasan Taberd, cho đến khi nhà thờ lớn xây xong.

### Nhà thờ thứ hai
Tháng 8 năm 1876, Thống đốc Nam kỳ Duperré đã tổ chức một kỳ thi vẽ đồ án thiết kế nhà thờ mới. Vượt qua 17 đồ án thiết kế khác, đồ án của kiến trúc sư J. Bourard với kiến trúc Romanesque cải biên pha trộn nét kiến trúc Gothic đã được chọn. Ban đầu, địa điểm xây cất được đề nghị ở 3 nơi:
- Trên nền Trường Thi cũ (nay là góc đường Lê Duẩn và Hai Bà Trưng, tức vị trí tòa Lãnh sự Pháp).
- Ở khu Kinh Lớn (tại vị trí nhà thờ cũ, nay thuộc đường Nguyễn Huệ).
- Vị trí hiện nay.

Sau cùng vị trí hiện nay đã được chọn. Sau khi đề án thiết kế được chọn, Đô đốc Duperré cho đấu thầu việc xây dựng nhà thờ và cũng chính kiến trúc sư này là người trúng thầu và trực tiếp giám sát công trình. Mọi vật liệu từ xi măng, sắt thép đến ốc vít đều mang từ Pháp sang. Đặc biệt, mặt ngoài của công trình xây bằng loại gạch đặt làm tại Toulouse (Pháp), để trần, không tô trát, không bám bụi rêu mà đến nay vẫn còn màu sắc hồng tươi.

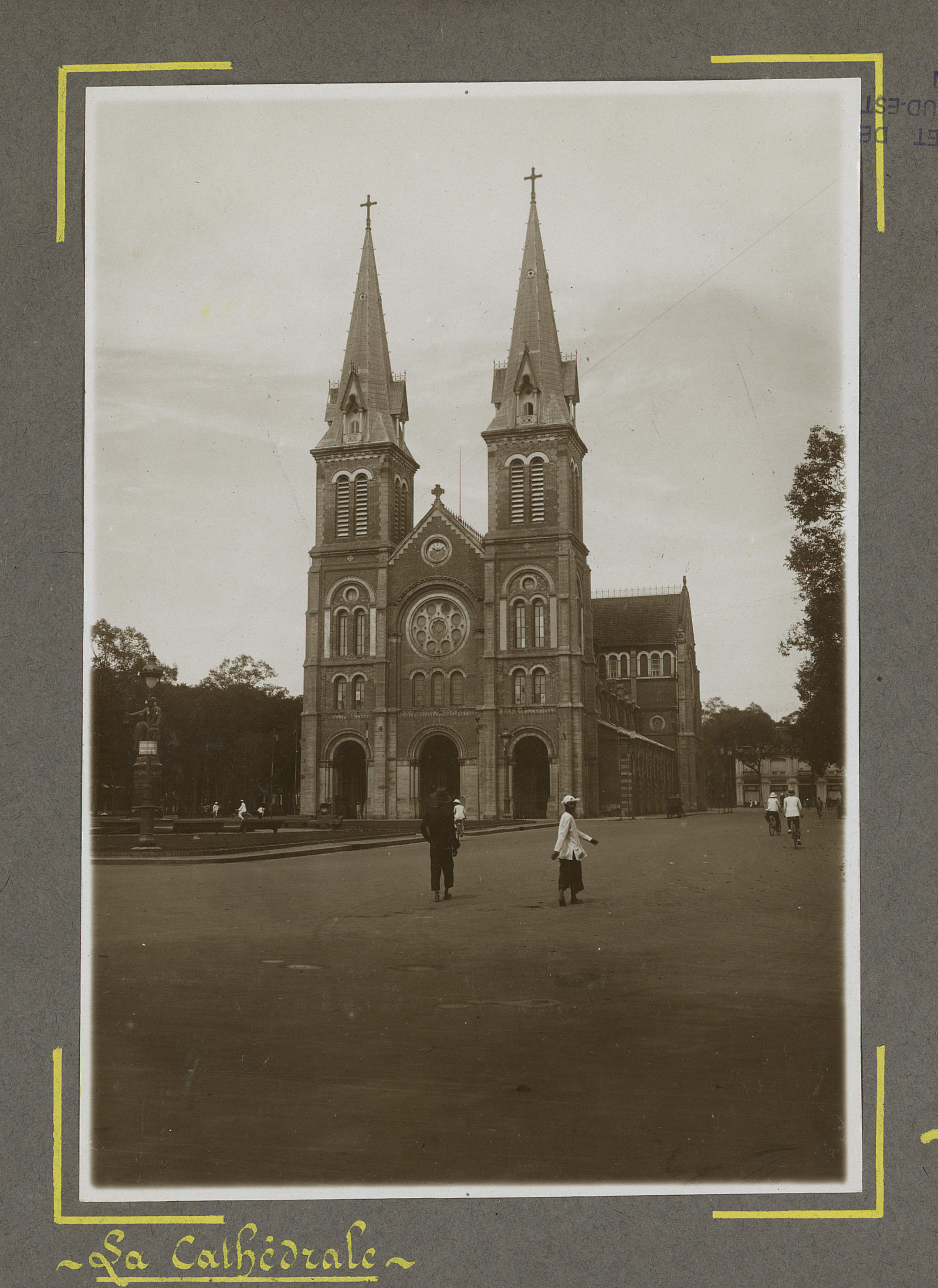
Nhà thờ Đức Bà thời Pháp thuộc

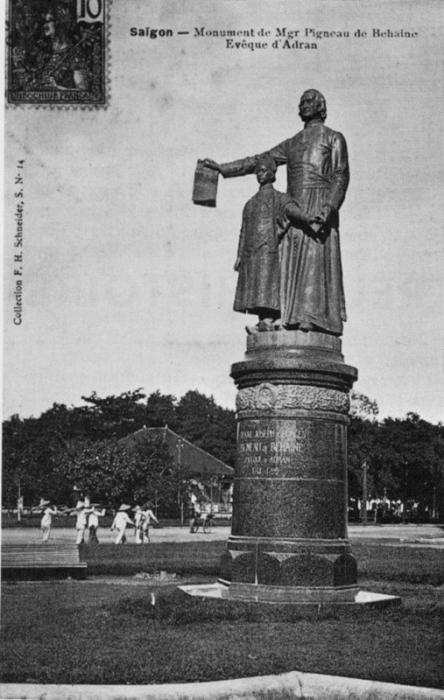
Tượng đồng Giám mục Adran và Hoàng tử Cảnh, dựng trước Nhà thờ dưới thời Pháp thuộc

Ngày 7 tháng 10 năm 1877, Giám mục Isidore Colombert đặt viên đá đầu tiên trước mặt Phó soái Nam Kỳ và đông đủ nhân vật cấp cao thời ấy. Nhà thờ được xây dựng trong 3 năm. Lễ Phục Sinh, ngày 11 tháng 4 năm 1880, nghi thức cung hiến và khánh thành do cố đạo Colombert tổ chức trọng thể với sự có mặt của Thống đốc Nam Kỳ Charles Le Myre de Vilers. Hiện nay, trên bệ phía trên, bên trong cửa ra vào nhà thờ, có chiếc bảng cẩm thạch gắn trong hành lang (transept) ghi ngày khởi công, ngày khánh thành và tên vị công trình sư. Tất cả mọi chi phí xây dựng, trang trí nội thất đều do Soái phủ Nam Kỳ đài thọ, với số tiền 2.500.000 franc Pháp theo tỷ giá thời bấy giờ. Ban đầu, nhà thờ có tên gọi là "Nhà thờ Nhà nước" vì nó do nhà nước Pháp bỏ tiền xây dựng và quản lý. Năm 1895, nhà thờ xây thêm 2 tháp chuông, mỗi tháp cao 57,6 m và có 6 chuông đồng lớn. Trên mỗi đỉnh tháp có đính một cây Thánh Giá cao 3,50 m, ngang 2 m, nặng 600 kg. Tổng thể chiều cao từ mặt đất lên đỉnh Thánh giá là 60,50 m.
Giữa vườn hoa trước nhà thờ, năm 1903, người Pháp cho dựng tượng đồng Pigneau de Behaine (còn gọi là Giám mục Bá Đa Lộc hoặc Giám mục Adran vì vị này làm Giám mục Hiệu tòa Adran) nắm tay dẫn Nguyễn Phúc Cảnh (con vua Gia Long). Tượng đài này bao gồm một bệ bằng đá hoa cương đỏ hình trụ tròn và bên trên là bức tượng tạc hình Giám mục Adran với phẩm phục Giám mục, tay trái dẫn hoàng tử Cảnh. Tượng làm bằng đồng, được đúc tại Pháp, giới bình dân thời đó thường gọi là tượng "hai hình" để phân biệt với tượng "một hình", là bức tượng của Đô đốc Hải quân Pháp Genouilly ở phía công trường Mê Linh (nay là cuối đường Hai Bà Trưng, gần bờ sông Sài Gòn). Năm 1945, tượng này bị Chính phủ Đế quốc Việt Nam của Thủ tướng Trần Trọng Kim phá bỏ, nhưng cái bệ đài bằng đá hoa cương đỏ thì vẫn còn tồn tại ở đó mà không có bất cứ một bức tượng nào đặt lên trên.

### Nhà thờ mang danh hiệu Đức Bà

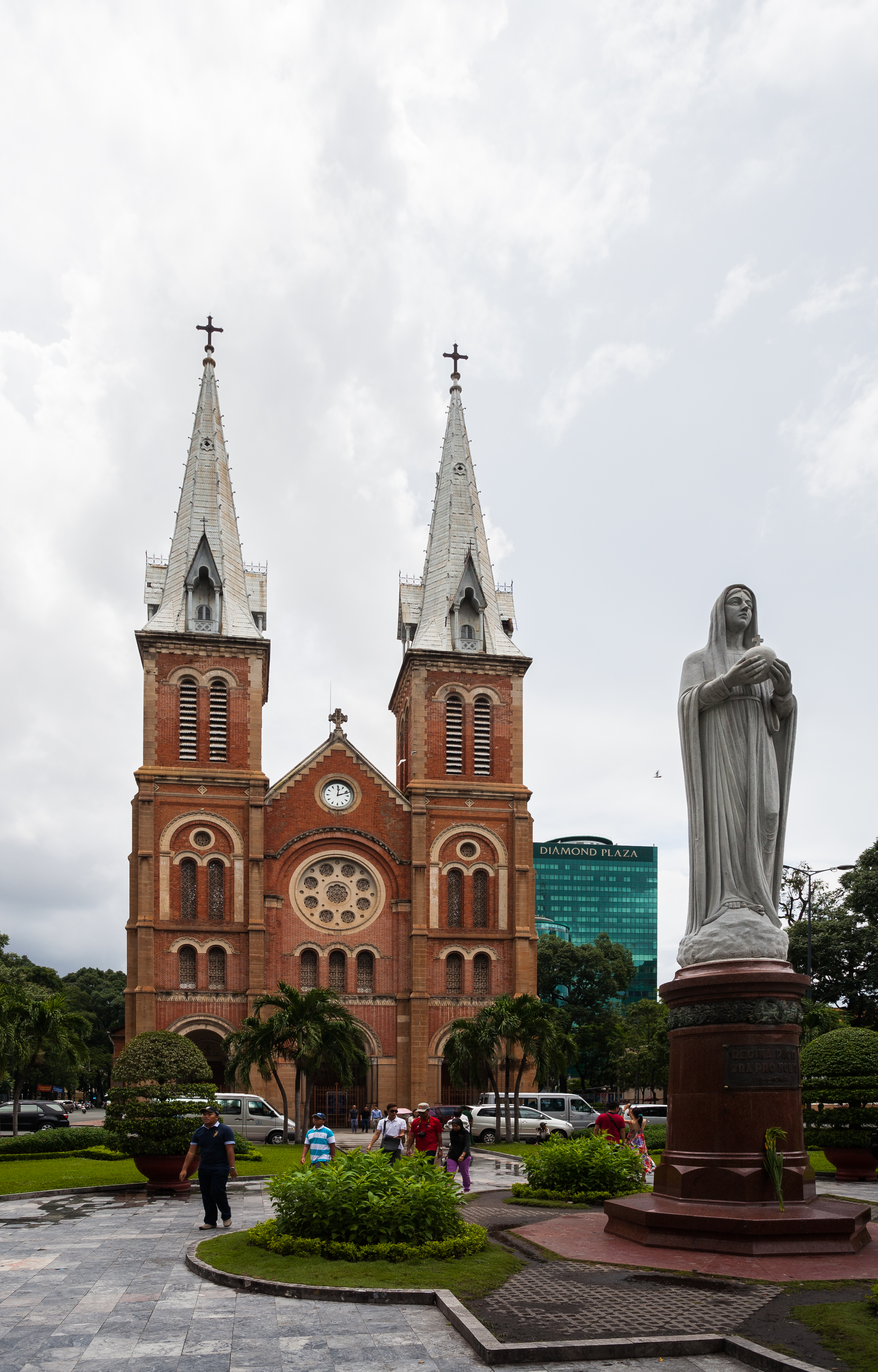
Tượng Đức Bà Hòa Bình và 2 tháp chuông nhà thờ

Năm 1958, Linh mục Giuse Phạm Văn Thiên, cai quản Giáo xứ Sài Gòn thời ấy, đã đặt tạc một Tượng Đức Bà Hòa Bình bằng loại đá cẩm thạch trắng Carrara của Ý. Tượng được tạc tại Pietrasanta cách Roma khoảng 500 km. Khi tượng hoàn tất thì được đưa xuống tàu Oyanox vào ngày 8 tháng 1 năm 1959 từ hải cảng Gênes chở tượng qua Việt Nam và tới Sài Gòn ngày 15 tháng 2 năm 1959. Sau đó, công ty Société d'Entreprises đã dựng tượng Đức Mẹ lên bệ đá vốn còn để trống kể từ năm 1945 trước nhà thờ. Tự tay linh mục viết câu kinh cầu nguyện "Xin Đức Mẹ cho Việt Nam được hòa bình" rồi đọc trước đông đảo quan khách có mặt hôm ấy. Ngày hôm sau, Hồng y Krikor Bedros XV Aghagianian từ Roma qua Sài Gòn để chủ tọa lễ bế mạc Đại hội Thánh Mẫu Toàn Quốc, đã làm phép bức tượng này vào buổi chiều ngày 17 tháng 2 năm 1959. Từ sự kiện này mà từ đó nhà thờ có tên gọi là Nhà thờ Chính Tòa Đức Bà Sài Gòn. Ngày 5 tháng 12 năm 1959, Tòa Thánh đã cho phép làm lễ "xức dầu", tôn phong Nhà thờ chính tòa Sài Gòn lên hàng tiểu Vương cung thánh đường (basilique). Từ đó, tên gọi chính thức của thánh đường là Vương cung thánh đường Đức Bà Sài Gòn. Năm 1960, Tòa Thánh thành lập hàng giáo phẩm Việt Nam với ba tòa Tổng Giám mục tại Hà Nội, Huế và Sài Gòn. Nhà thờ trở thành nhà thờ chính tòa của vị tổng giám mục Sài Gòn cho đến ngày nay.
Nhà thờ là nơi tấn phong các giám mục: Jean Cassaigne (tên Việt: Gioan Sanh) ngày 24 tháng 6 năm 1941, Phaolô Nguyễn Văn Bình và Simon Hòa Nguyễn Văn Hiền ngày 30 tháng 11 năm 1955, Philípphê Nguyễn Kim Điền, Micae Nguyễn Khắc Ngữ, Antôn Nguyễn Văn Thiện, Giuse Trần Văn Thiện ngày 22 tháng 1 năm 1961, Phaolô Huỳnh Đông Các, Đa Minh Nguyễn Văn Lãng, Nicôla Huỳnh Văn Nghi ngày 11 tháng 8 năm 1974, Louis Phạm Văn Nẫm ngày 2 tháng 2 năm 1978, Giuse Vũ Duy Thống ngày 17 tháng 8 năm 2001.

## Những nét đặc sắc

### Vật liệu

Quang cảnh Thánh đường từ phía đường Lê Duẩn

Trong quá trình xây dựng, toàn bộ vật liệu xây dựng từ xi măng, sắt thép đến ốc vít đều mang từ Pháp sang. Ngoài của công trình xây bằng loại gạch đặt làm tại Marseille để trần, không tô trát, không bám bụi rêu, đến nay vẫn còn màu sắc hồng tươi. Một số ngói vỡ trong nhà thờ có in hàng chữ Guichard Carvin, Marseille St André France (có lẽ là nơi sản xuất loại ngói này), mảnh ngói khác lại có hàng chữ Wang-Tai Saigon, có thể đây là mảnh ngói được sản xuất sau tại Sài Gòn dùng để thay thế những mảnh ngói vỡ trong thời gian Chiến tranh thế giới thứ hai do những cuộc không kích của quân Đồng Minh. Toàn bộ thánh đường có 56 ô cửa kính màu do hãng Lorin của tỉnh Chartres (Pháp) sản xuất.

### Thiết kế
Móng của thánh đường được thiết kế đặc biệt, chịu được tải trọng gấp 10 lần toàn bộ kiến trúc ngôi nhà thờ nằm bên trên. Và một điều rất đặc biệt là nhà thờ không có vòng rào hoặc bờ tường bao quanh như các nhà thờ quanh vùng Sài Gòn - Gia Định lúc ấy và bây giờ.

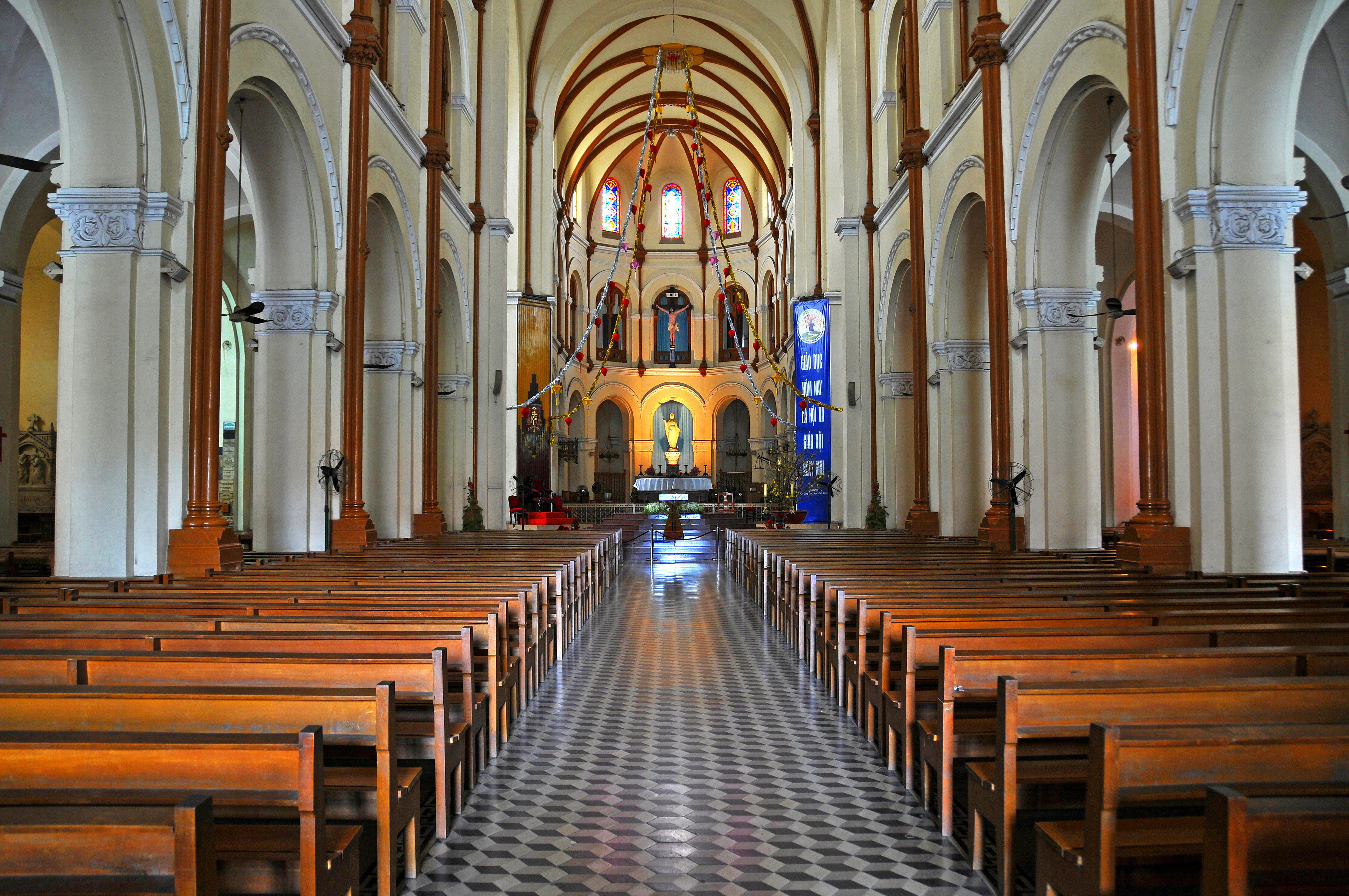
Nội thất nhà thờ

Nội thất thánh đường được thiết kế thành một lòng chính, hai lòng phụ tiếp đến là hai dãy nhà nguyện. Toàn bộ chiều dài thánh đường là 93 m. Chiều ngang nơi rộng nhất là 35 m. Chiều cao của vòm mái thánh đường là 21 m. Sức chứa của thánh đường có thể đạt tới 1.200 người.
Nội thất thánh đường có hai hàng cột chính hình chữ nhật, mỗi bên sáu chiếc tượng trưng cho 12 vị thánh tông đồ. Bàn thờ nơi Cung Thánh làm bằng đá cẩm thạch nguyên khối có hình sáu vị thiên thần khắc thẳng vào khối đá đỡ lấy mặt bàn thờ, bệ chia làm ba ô, mỗi ô là một tác phẩm điêu khắc diễn tả thánh tích. Ngay sau hàng cột chính là một hành lang và kế đó là nhiều nhà nguyện nhỏ với những bàn thờ về các thánh (hơn 20 bàn thờ) cùng các bệ thờ 14 chặng Đàng Thánh Giá làm bằng đá trắng khá tinh xảo, được bố trí như sau (nhìn từ cổng trước vào nhà thờ):
| cánh trái                  | Cung Thánh                 | cánh phải                 |
| -------------------------- | -------------------------- | ------------------------- |
| Đức Mẹ Fátima              | gian ghế ngồi của giáo dân | Thánh Giuse               |
| Kitô Vua                   | gian ghế ngồi của giáo dân | Lòng Chúa Thương Xót      |
| Thánh Anna                 | gian ghế ngồi của giáo dân | Thánh Patrick             |
| Thánh Têrêsa               | gian ghế ngồi của giáo dân | Đức Mẹ Hằng Cứu Giúp      |
| Tổng lãnh thiên thần Micae | gian ghế ngồi của giáo dân | Các thánh tử đạo Việt Nam |
| Đức Mẹ Lộ Đức              | gian ghế ngồi của giáo dân | Thánh Antôn thành Padova  |

Trên tường được trang trí nổi bật 56 cửa kính mô tả các nhân vật hoặc sự kiện trong Thánh Kinh, 31 hình bông hồng tròn, 25 cửa sổ mắt bò bằng kính nhiều màu ghép lại với những hình ảnh rất đẹp. Tất cả các đường nét, gờ chỉ, hoa văn đều tuân thủ theo hình thức Roman và Gôtich, tôn nghiêm và trang nhã. Tuy nhiên, trong số 56 cửa kính này hiện chỉ còn bốn cửa là nguyên vẹn như xưa, còn các cửa kính màu khác đều đã được làm lại vào khoảng những năm 1949 để thay thế các cửa kính màu nguyên thủy của nhà thờ đã bị bể gần hết trong thế chiến thứ 2.

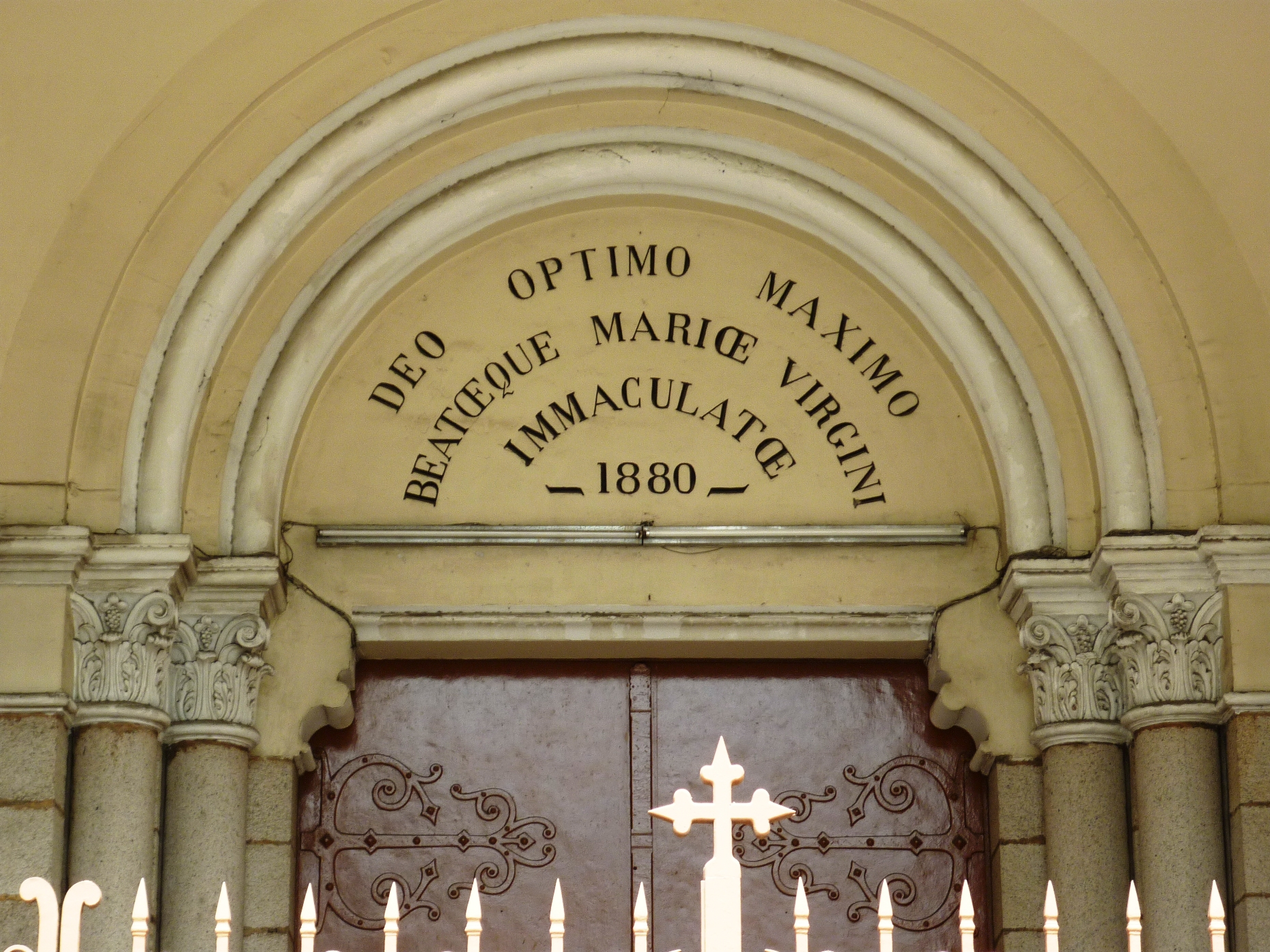
Dòng chữ Latin nơi cổng chính: DEO OPTIMO MAXIMO BEATIEQUE MARIŒ VIRGINI IMMACULATŒ
Nghĩa là: Thiên Chúa tối cao đã ban cho Maria được ơn Vô Nhiễm Nguyên Tội.
Bên dưới cho biết năm khánh thành (1880)

Còn trên trán tường của cửa vào bên phải có những hàng chữ bằng chữ Hán: Thiên Chúa Thánh Đường Đại Đức (Nhà thờ Thiên Chúa đầy ân đức), Thánh Mẫu Dịch Hạo Nguyên (Đức Mẹ vô nhiễm nguyên tội), và hàng chữ nói tới năm khánh thành nhà thờ 1880. Nội thất thánh đường ban đêm được chiếu sáng bằng điện (không dùng đèn cầy) ngay từ khi khánh thành. Vào ban ngày, với thiết kế phối sáng tuyệt hảo, hài hòa với nội thất tạo nên trong nội thất thánh đường một ánh sáng êm dịu, tạo ra một cảm giác an lành và thánh thiện.
Ngay phía trên cao phía cửa chính là "gác đàn" với cây đàn organ ống, một trong hai cây đàn cổ nhất Việt Nam hiện nay. Đàn này được các chuyên gia nước ngoài làm bằng tay, thiết kế riêng, để khi đàn âm thanh đủ cho cả nhà thờ nghe, không nhỏ mà cũng không ồn. Phần thân đàn cao khoảng 3 m, ngang 4 m, dài khoảng 2 m, chứa những ống hơi bằng nhôm đường kính khoảng một inch. Phần điều khiển đàn nằm riêng nối với thân đàn bằng những trục, có những phím đàn như đàn organ bình thường và những phím to đặt dưới sàn nhà (dài chừng 3 m, ngang khoảng 1 m) để người điều khiển đàn đạp lên khi dùng nốt trầm. Đàn còn có những thanh gõ lớn để đập vào phần dưới các ống hơi phát ra âm thanh. Hiện nay, cây đàn này đã hoàn toàn hỏng do bị mối ăn phần gỗ bàn phím điều khiển bằng tay.

### Tháp chuông

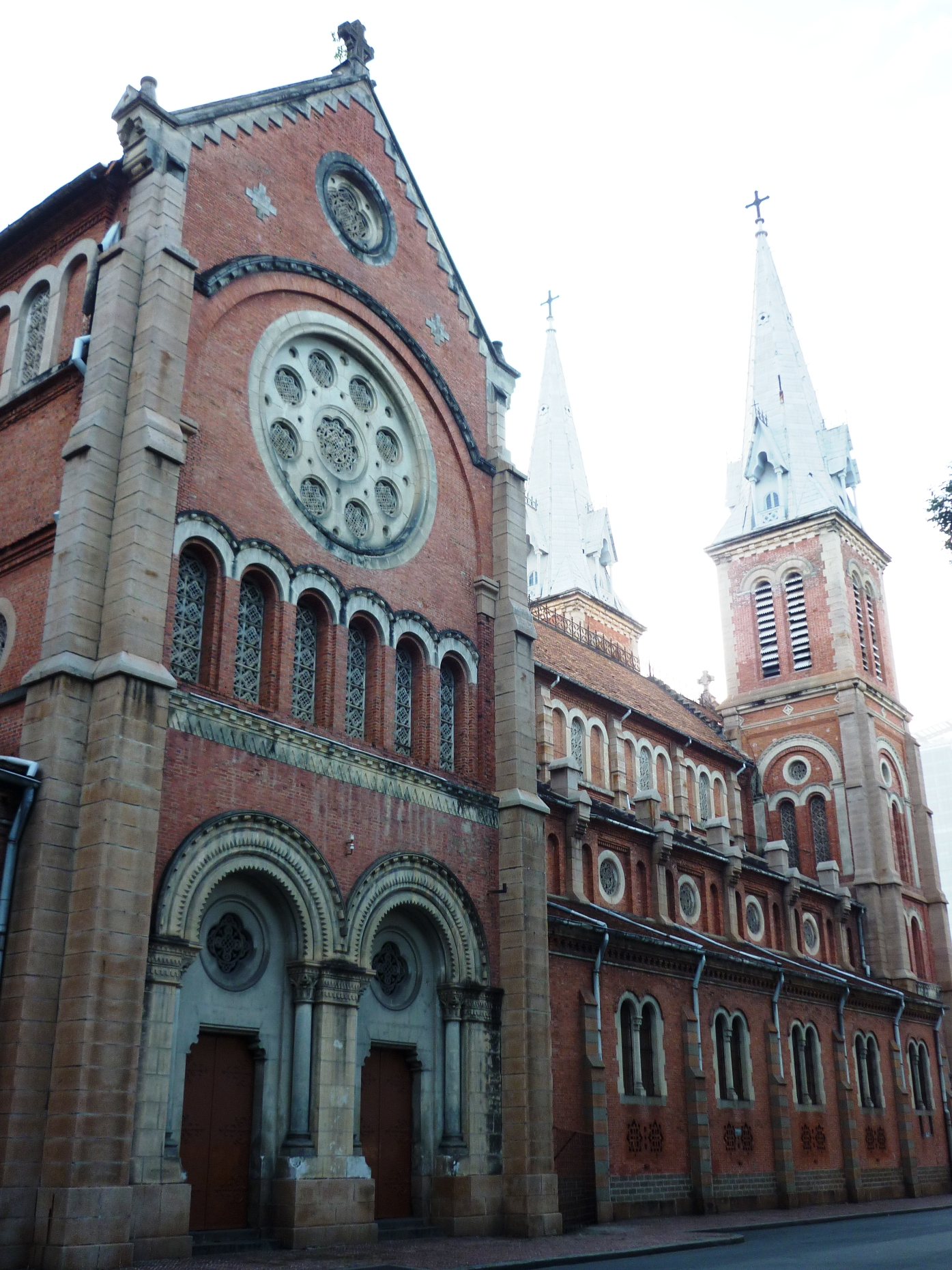
Hai tháp chuông vươn cao nhìn từ phía sau

Ban đầu, hai tháp chuông cao 36,6 m, không có mái và chỉ có độc một chiếc cầu thang hẹp chừng 40 cm bề ngang. Nội thất gác chuông rất tối và sàn được lót sơ sài bằng những miếng gỗ nhỏ cách khoảng, nhìn xuống thấy sâu hút. Vào năm 1895, thánh đường xây thêm hai mái chóp để che gác chuông cao 21 m, theo thiết kế của kiến trúc sư Gardes, tổng cộng tháp chuông cao 57 m. Có tất cả sáu chuông gồm sáu âm, treo trên hai tháp chuông. Bộ chuông này được chế tạo tại Pháp và mang qua Sài Gòn năm 1879. Từ ngoài nhìn vào, trên tháp bên phải treo 4 quả chuông (sol, đô, rê, mi); tháp bên trái treo 2 chuông (la, si). Trên mặt mỗi quả chuông đều có các họa tiết rất tinh xảo. Tổng trọng lượng bộ chuông là 27.055 kg tức khoảng 27 tấn, nếu tính luôn hệ thống đối trọng (1.840 kg) được gắn trên mỗi quả chuông thì tổng trọng lượng của bộ chuông sẽ là 28.895 kg.
| Tên | Khối lượng | Đường kính miệng | Vị trí    |
| --- | ---------- | ---------------- | --------- |
| Đô  | 4315 kg    | 169 cm           | Tháp phải |
| Rê  | 2194 kg    | 145 cm           | Tháp phải |
| Mi  | 1646 kg    | 125 cm           | Tháp phải |
| Sol | 8745 kg    | 225 cm           | Tháp phải |
| La  | 5931 kg    | 190 cm           | Tháp trái |
| Si  | 4184 kg    | 170 cm           | Tháp trái |

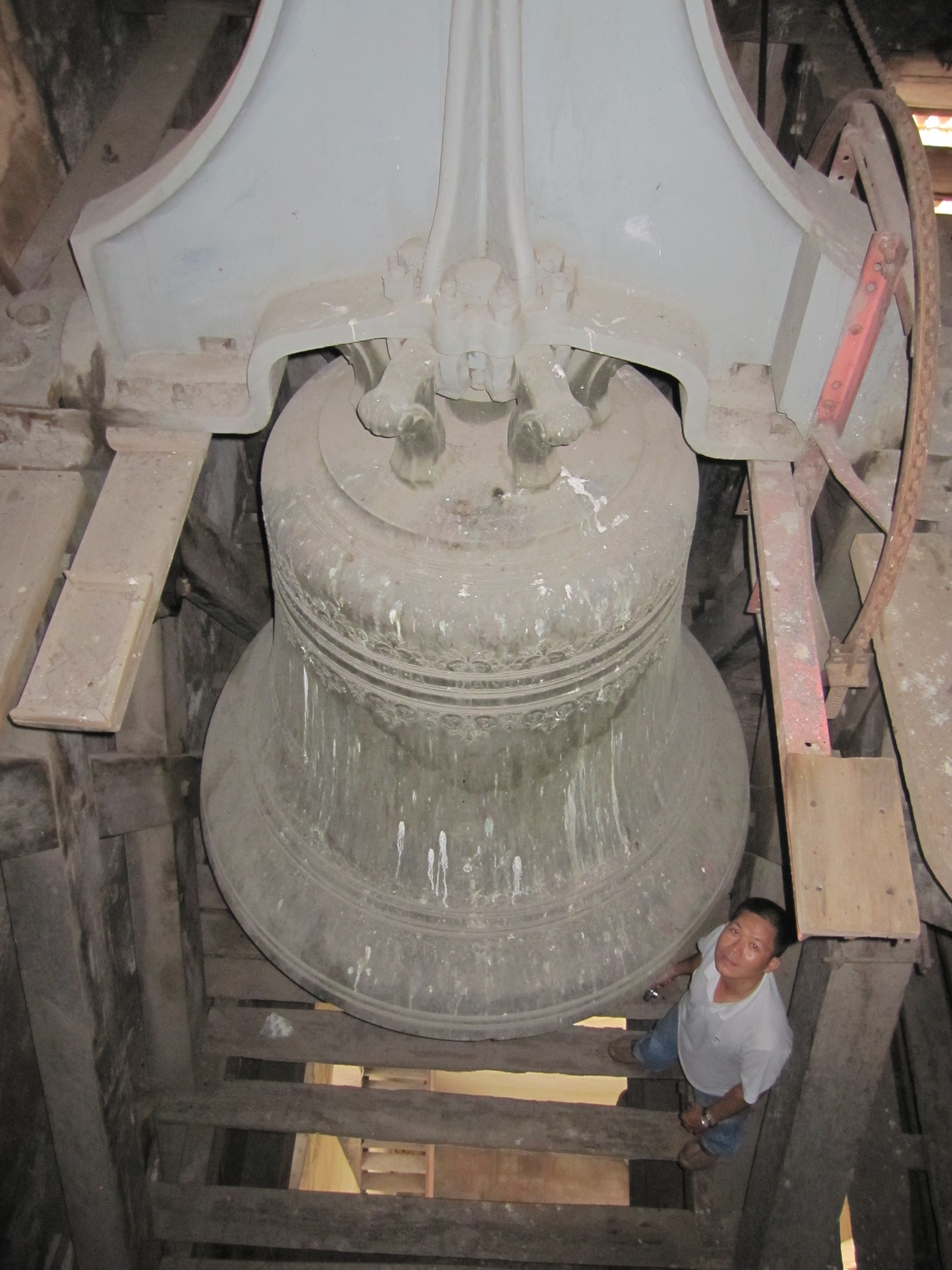
Quả chuông La với phần bàn đạp để khởi động.

Các chuông đều được điều khiển bằng điện từ bên dưới. Riêng ba chiếc chuông lớn trước khi đánh đều được khởi động bằng cách đạp (vì quá nặng) cho lắc trước khi bật công tắc điện. Vào ngày thường, thánh đường chỉ cho đổ một chuông mi vào lúc 5 giờ sáng và đổ chuông re vào lúc 16g15. Vào ngày lễ và chủ nhật, nhà thờ thường cho đổ ba chuông theo hợp âm Mi, Rê và Đô (đúng ra là hợp âm ba chuông Mi, Đô và Sol, nhưng vì chuông Sol quá nặng nên thay thế bằng chuông Rê). Vào đêm vọng Lễ Giáng Sinh thì mới đổ cả sáu chuông. Tiếng chuông ngân xa tới 10 km theo đường chim bay.
Bộ máy đồng hồ trước vòm mái cách mặt đất chừng 15 m, giữa hai tháp chuông được chế tạo tại Thụy Sĩ năm 1887, hiệu R.A, cao khoảng 2,5 m, dài khoảng 3 m và ngang độ hơn 1 m, nặng hơn 1 tấn, đặt nằm trên bệ gạch. Dù thô sơ, cũ kỹ nhưng hoạt động khá chính xác. Để điều chỉnh đồng hồ, phía sau máy có một chiếc đồng hồ to cỡ đồng hồ dùng trong gia đình. Chỉ cần theo dõi chiếc đồng hồ con này, có thể biết đồng hồ lớn chạy chậm, nhanh, đúng hay sai giờ. Mỗi tuần phải lên giây đồng hồ một lần và chiếc cần để lên giây đồng hồ giống như tay quay máy xe. Đồng hồ còn có hệ thống báo giờ bằng búa đánh vô các chuông của nhà thờ, tuy nhiên đã không còn hoạt động do dây cót quá cũ.

### Công viên

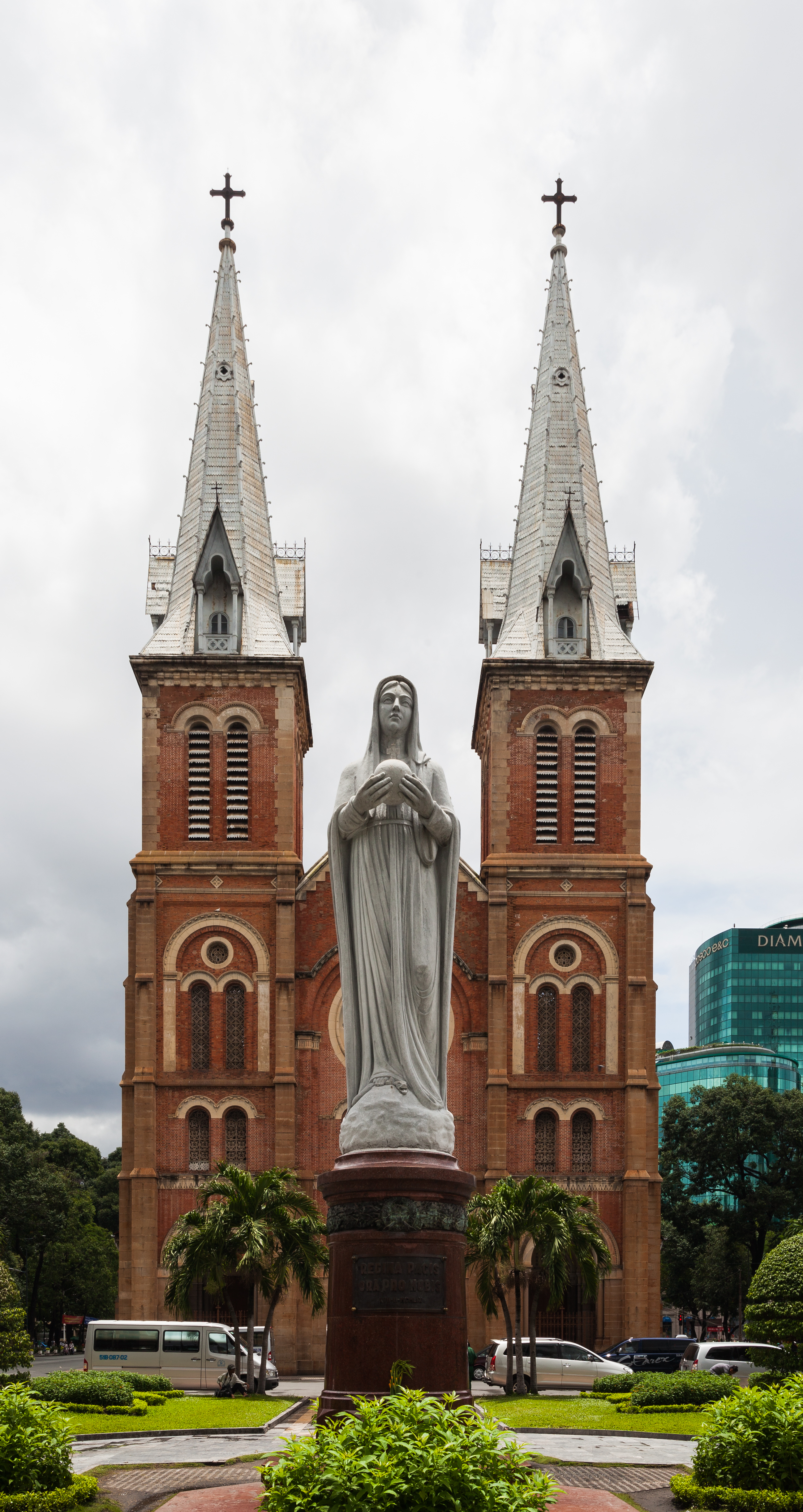
Mặt trước của Thánh đường

Mặt trước thánh đường là một công viên (Công trường Công xã Paris) với bốn con đường giao nhau tạo thành hình thánh giá, gần đó là Bưu điện Sài Gòn. Trung tâm của công viên là bức tượng Đức Mẹ Hòa bình (hay Nữ vương Hòa bình). Tượng do nhà điêu khắc G. Ciocchetti thực hiện năm 1959. Tên của tác giả được ghi ở trên tà áo dưới chân, phía bên trái của bức tượng. Bức tượng cao 4,6 m, nặng 8 tấn, bằng đá cẩm thạch trắng của Ý, được tạc với chủ đích để nhìn từ xa nên không đánh bóng, vì vậy mà toàn thân tượng, kể cả vùng mặt vẫn còn những vết điêu khắc thô. Tượng Đức Mẹ trong tư thế đứng thẳng, tay cầm trái địa cầu, trên trái địa cầu có đính cây thánh giá, mắt Đức Mẹ đăm chiêu nhìn lên trời như đang cầu nguyện cho Việt Nam và cho thế giới được hoà bình. Chân Đức Mẹ đạp đầu con rắn (mà hiện nay, đầu con rắn đã bị vỡ mất hàm trên). Trên bệ đá, phía trước bức tượng, người ta có gắn một tấm bảng đồng với hàng chữ Latinh:
| “ | REGINA PACIS - ORA PRO NOBIS - XVII. II. MCMLIX Nghĩa là: NỮ VƯƠNG HÒA BÌNH - CẦU CHO CHÚNG CON - 17.02.1959 | ” |

Phía dưới bệ đá, người ta đã khoét một cái hốc chỗ giáp với chân tượng Đức Mẹ, trong đó có một chiếc hộp bằng bạc, chứa những lời kinh cầu nguyện cho hoà bình của Việt Nam và thế giới. Những lời cầu nguyện đó được viết lên trên những lá mỏng bằng những chất liệu khác nhau như bằng vàng, bạc, thiếc, nhôm, giấy, da và đồng, được gởi tới từ nhiều miền của Việt Nam, kể cả từ một số vùng ngoài miền Bắc.

### Carillon
Cuối năm 2022, một dàn carillon 25 chuông đã được nhập về và lắp đặt trong khuôn viên phía trước Nhà thờ. Các chuông được treo trong một kết cấu gỗ linh sam được chế tạo tại Đức, với những đặc tính phù hợp với điền kiện khí hậu và mục đích sử dụng tại Sài Gòn. Nghi thức làm phép dàn carillon do TGM Giuse Nguyễn Năng chủ sự đã diễn ra vào sáng ngày 23 tháng 12 năm 2022. Tên của bốn vị tổng giám mục của Tổng giáo phận kể từ 1960 được đúc nổi trên bốn chuông của carillon.

## Các cuộc tu bổ

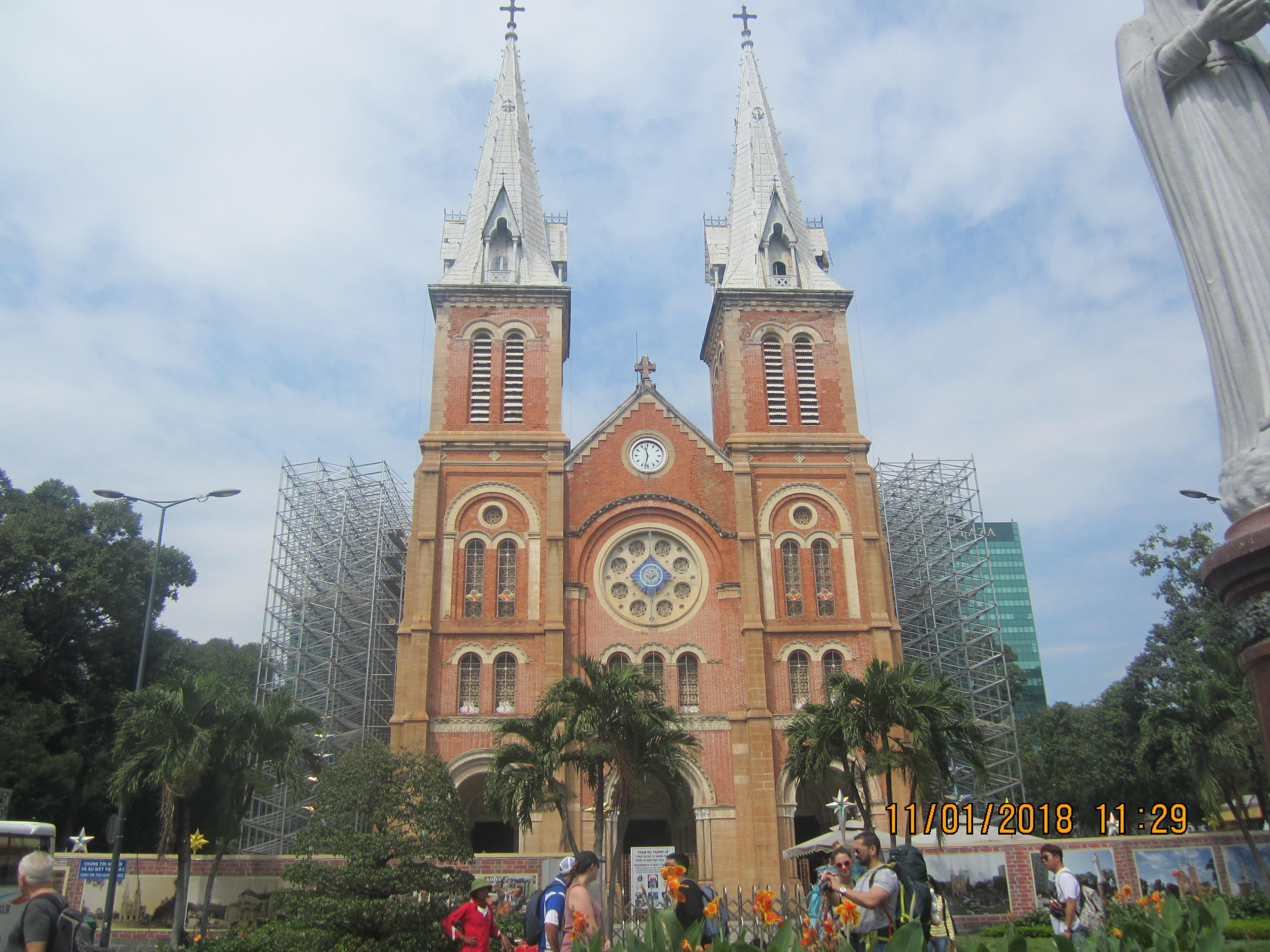
Nhà thờ Đức Bà Sài Gòn trùng tu (2018)

Từ khi xây dựng tới nay, nhà thờ này đã trải qua ba cuộc trùng tu. Lần trung tu đầu tiên là việc xây dựng thêm phần mái kẽm cho hai tháp chuông của nhà thờ vào năm 1895. Lần thứ hai vào năm 1903, mặt tiền nhà thờ được tôn tạo, xây thêm vườn hoa và tượng đài Bá Đa Lộc. Lần thứ ba là lần dựng tượng Đức Bà Hòa Bình vào năm 1959.
Đến năm 2015, Tòa Tổng giám mục Thành phố Hồ Chí Minh đã quyết định thực hiện cuộc đại tu Nhà thờ chính tòa Đức Bà Sài Gòn, khởi công chính thức ngày 29 tháng 6 năm 2017 (dịp Lễ kính Thánh Phêrô và Phaolô Tông đồ), và sẽ kéo dài trong nhiều năm, dự kiến ban đầu là đến cuối năm 2019 hoặc giữa năm 2020 sẽ hoàn thành,  nhưng dự kiến mới nhất là sẽ cho đến năm 2027, với kinh phí được ước tính 200 tỉ đồng (thời điểm tháng 4 năm 2018).
Nhân dịp Giáng sinh 2018, linh mục Hồ Văn Xuân, Tổng đại diện Tổng giáo phận Thành phố Hồ Chí Minh đề nghị Chủ tịch Ủy ban nhân dân thành phố Nguyễn Thành Phong. Ông Phong đồng tình và hướng dẫn Tòa tổng giám mục liên hệ Sở Xây dựng để giải trình và bổ sung thời gian trùng tu công trình theo quy định.

## Danh sách cha sở và cha phó Họ đạo Chánh Tòa Sài Gòn
Cha sở:
1. Lm. Oscar d'Amplemann de Noioberne (Cố Thiện) - 1863-1871
2. Lm. Henri de Kerlan[11] (Cố Lành) - 1871-1877
3. Lm. Henri Louis Le Mée (Cố Chính Lễ) - 1877-1898
4. Lm. Charles Boutier (Cố Thiết) - 1900-1906
5. Lm. Eugène Soullard (Cố Chính Sáng) - 1906-1948
6. Lm. Robert Séminel (Cố Chính Nên) - 1948-1955
7. Lm. Gioan Baotixita Hồ Văn Vui - 1955-1957
8. Lm. Giuse Phạm Văn Thiên - 1957-1960
9. Lm. Phaolô Nguyễn Huỳnh Điểu - 1960-1987
10. Lm. Gioan Baotixita Huỳnh Công Minh - 1987-2016
11. Lm. Inhaxiô Hồ Văn Xuân - 2016-nay[12][13]

Cha phó:
1. Lm. François Tam Assou (Đàm Á Tô) - 1882-1898
2. Lm. Maurice Bạch Văn Lễ - 1936-1940
3. Lm. Ernest Tricoire (Cố Khoa) - 1937-1945
4. Lm. Gioakim Nguyễn Bá Luật - 1938-1943
5. Lm. Phaolô Nguyễn Minh Tri - 1939-1945
6. Lm. Gioan Baotixita Hồ Văn Vui - 1945-1955
7. Lm. Paul Bardet - 1948-1955
8. Lm. Phanxicô Xaviê Phan Văn Thăm - 1949-1966
9. Lm. Phaolô Võ Văn Chánh - 1952-1954
10. Lm. Phanxicô Xaviê Nguyễn Hữu Tấn - 1955-1961
11. Lm. Đôminicô Võ Văn Tân - 1955-1957
12. Lm. Phêrô Nguyễn Văn Chốn - 1958-1991
13. Lm. Phaolô Nguyễn Văn Thông - 1962-1991
14. Lm. Martinô Lê Ngọc Khánh - 1968-2003
15. Lm. Phêrô Nguyễn Văn Khảm - 1987-1998
16. Lm. Phêrô Trần Văn Thanh - 2000-2003
17. Lm. Giuse Vương Sĩ Tuấn - 2003-2016
18. Lm. Phêrô Đỗ Duy Khánh - 2003-nay
19. Lm. Phêrô Kiều Công Tùng - 2009-2010
20. Lm. Giuse Đỗ Quốc Huy - 2016-2017
21. Lm. Giuse Lã Công Thường - 2017-nay
22. Lm. Phêrô Phạm Duy Khoa - 2024-nay

## Hình ảnh

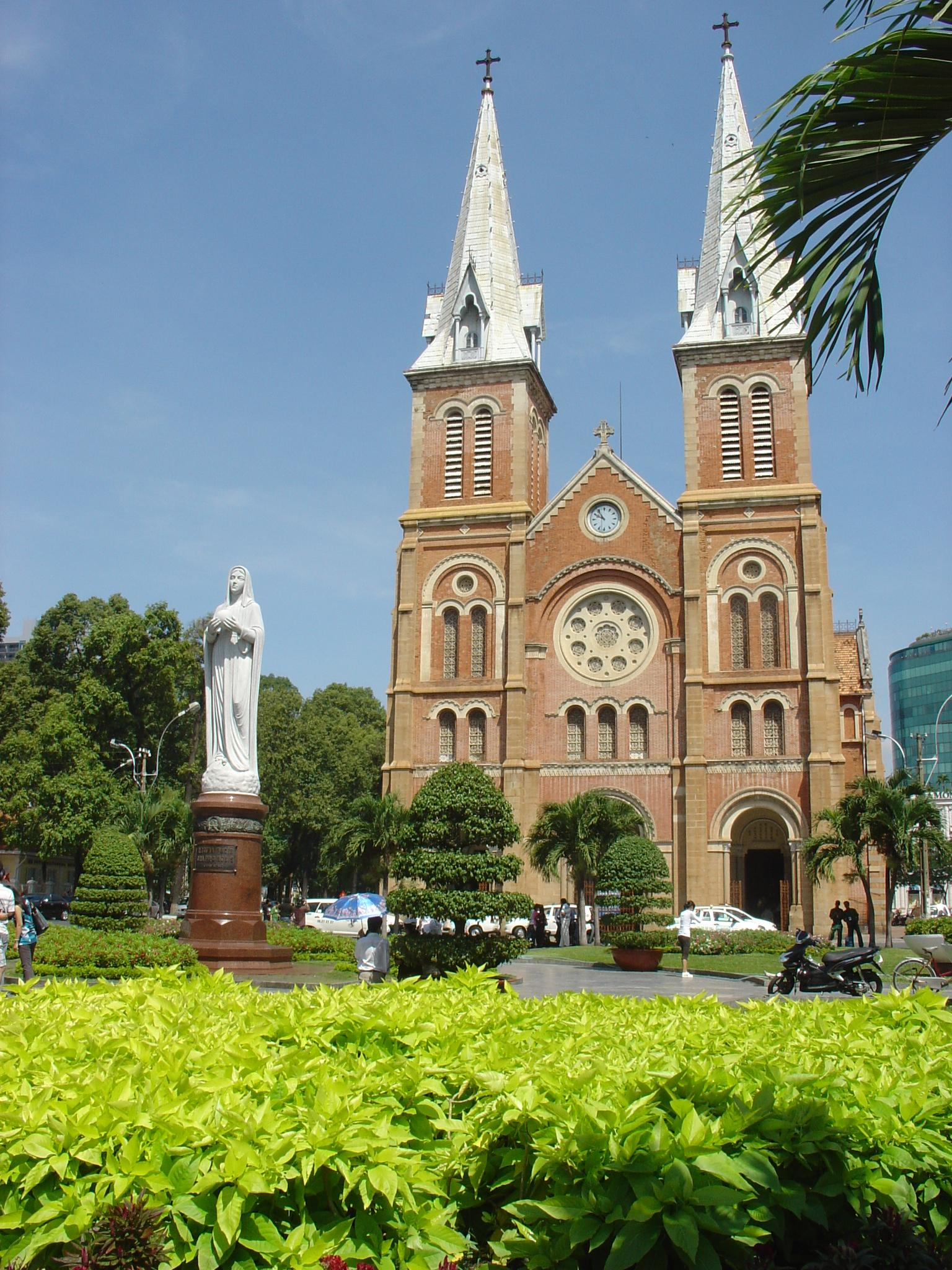
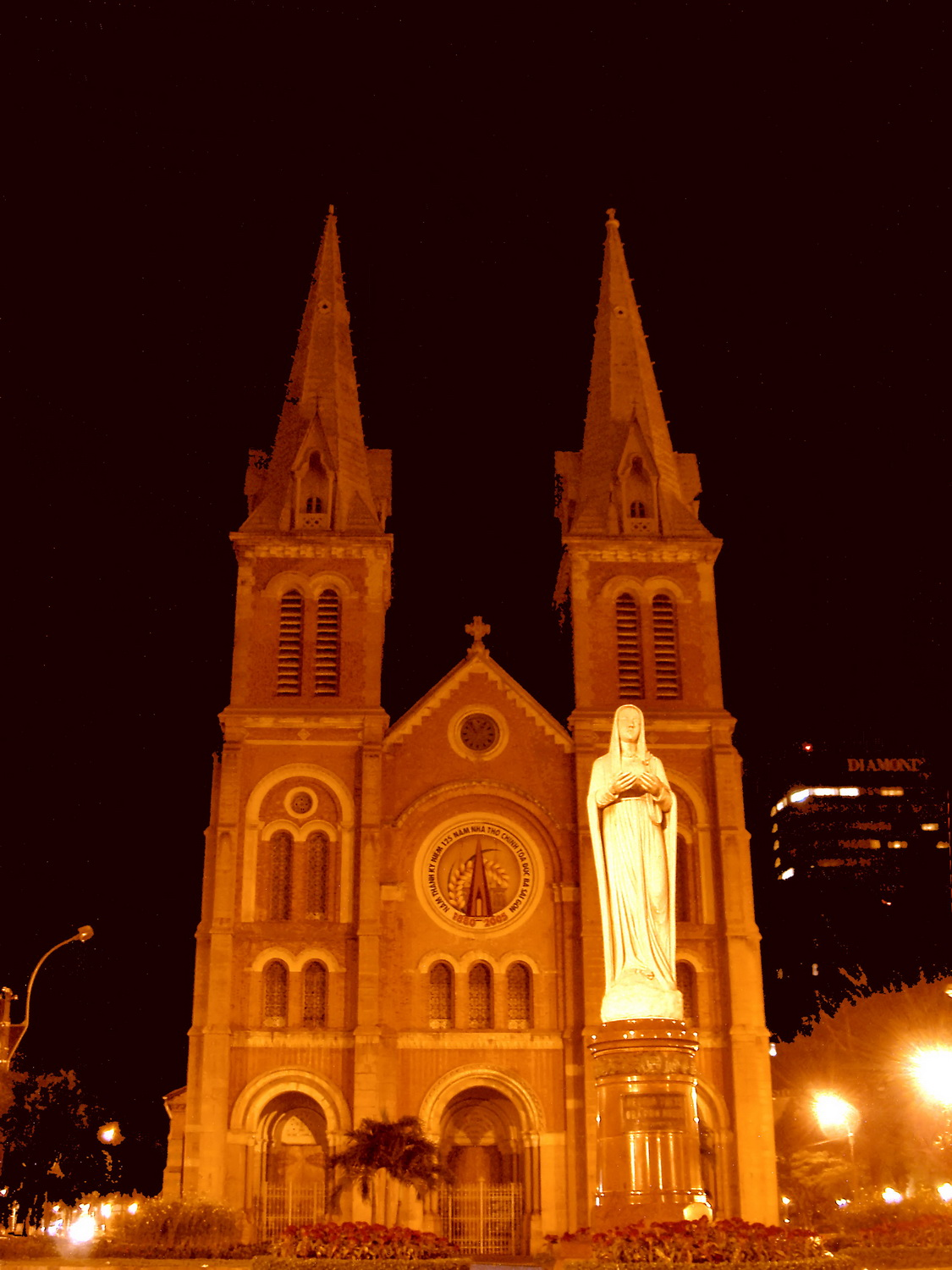
Nhà thờ về đêm
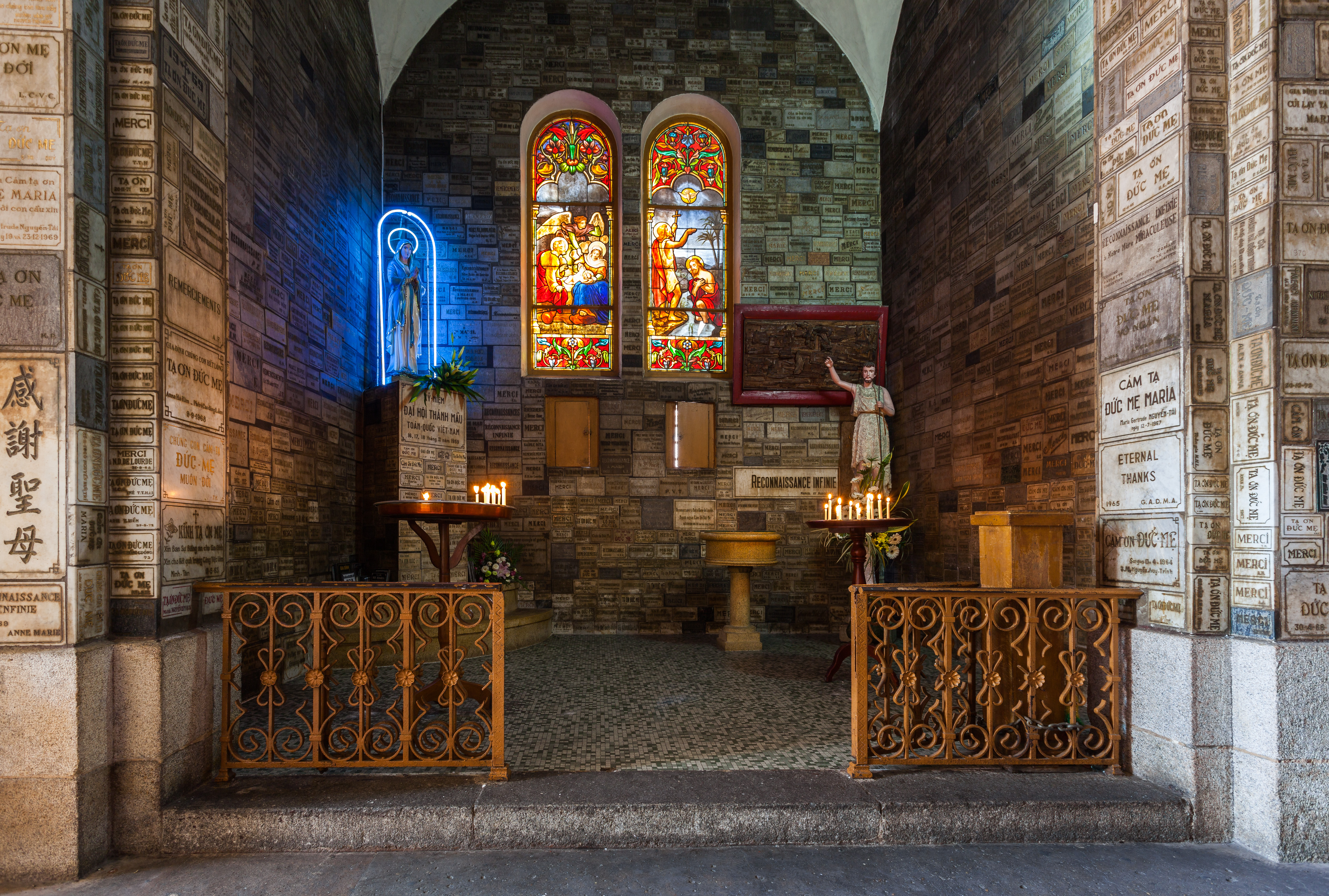
Nhà nguyện Đức Mẹ
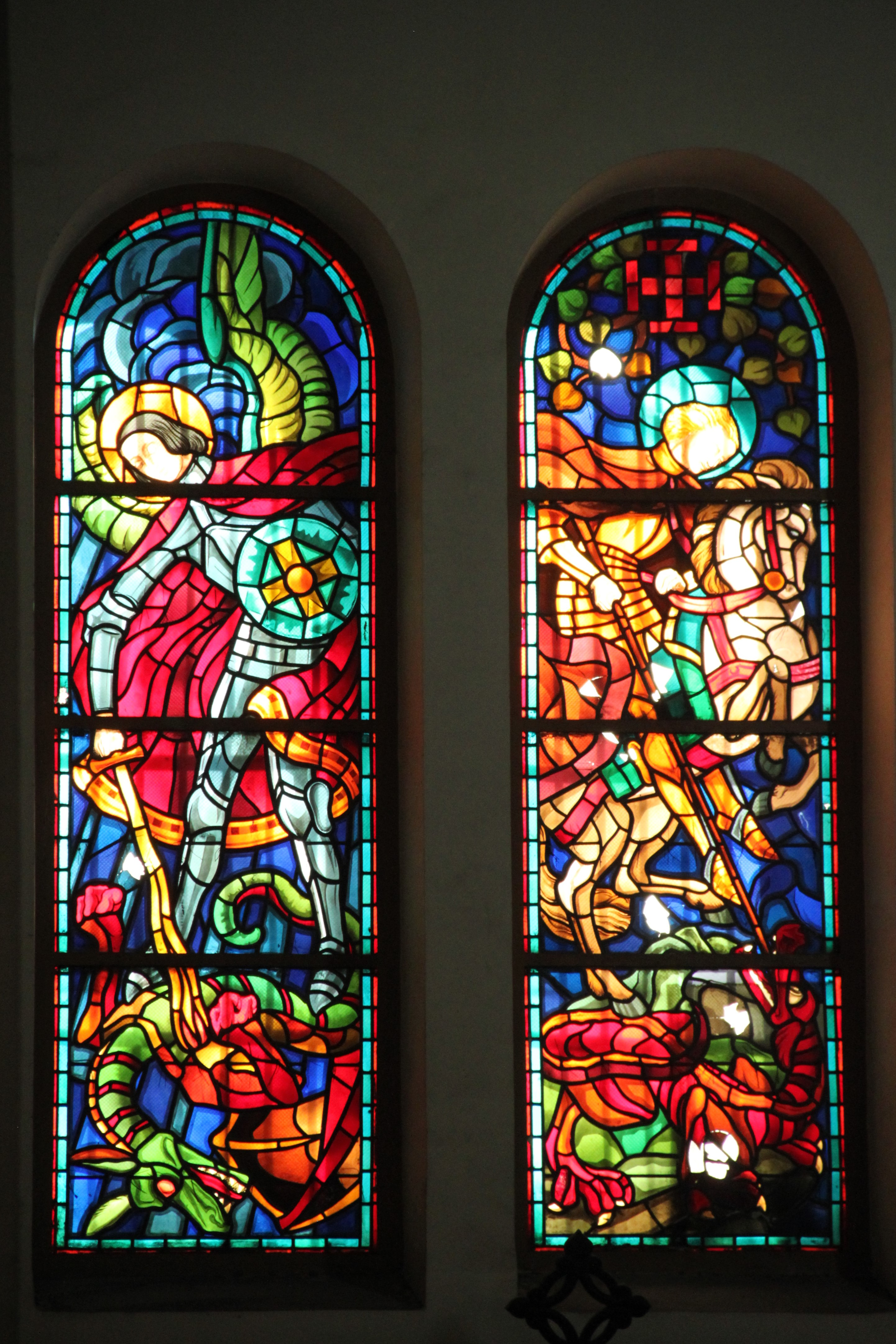
Cửa kính màu ghép minh họa cảnh Tổng lãnh Thiên thần chiến đấu với ma quỷ
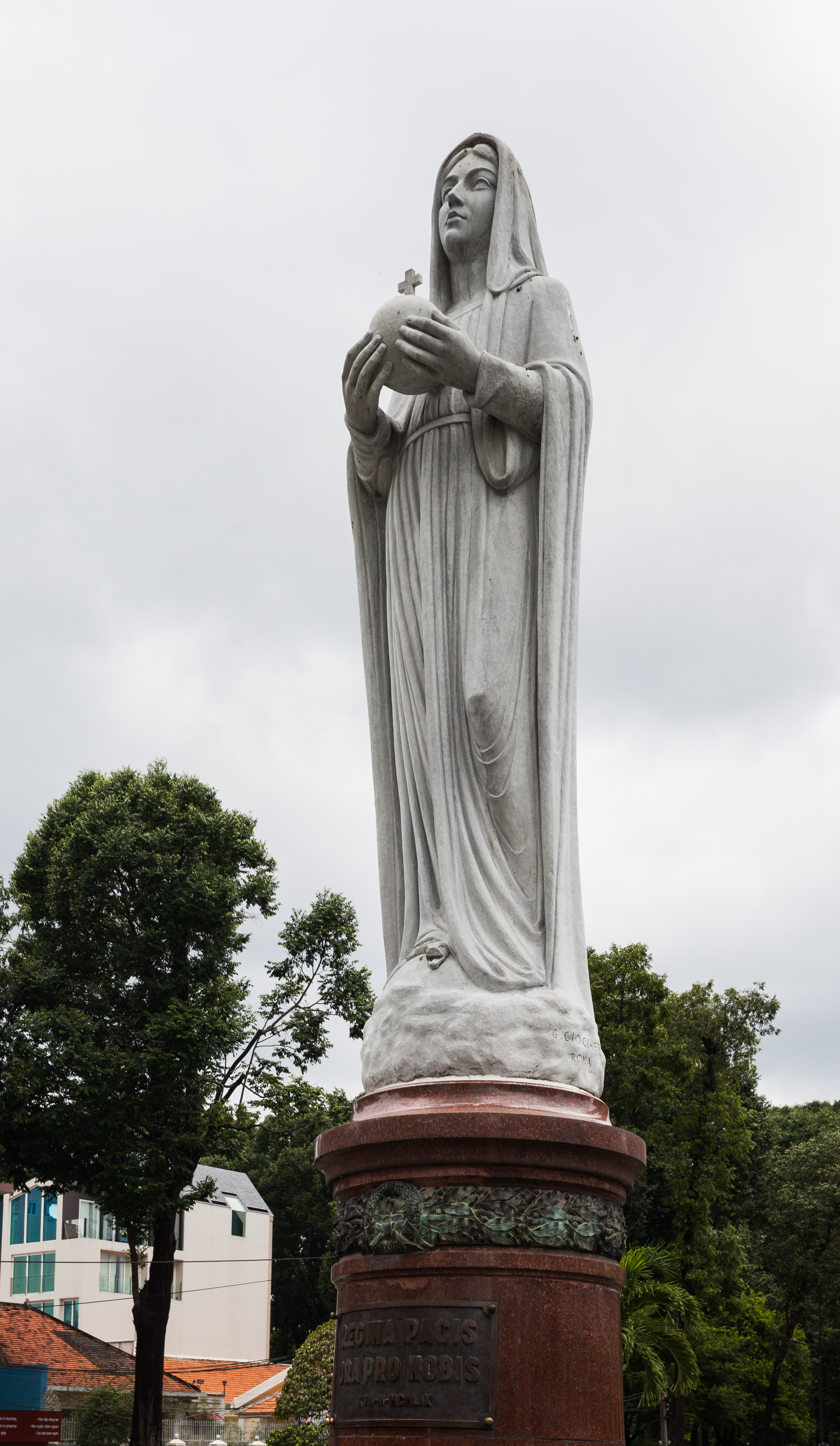
Tượng Đức Mẹ Hòa bình tại quảng trường Công xã Paris
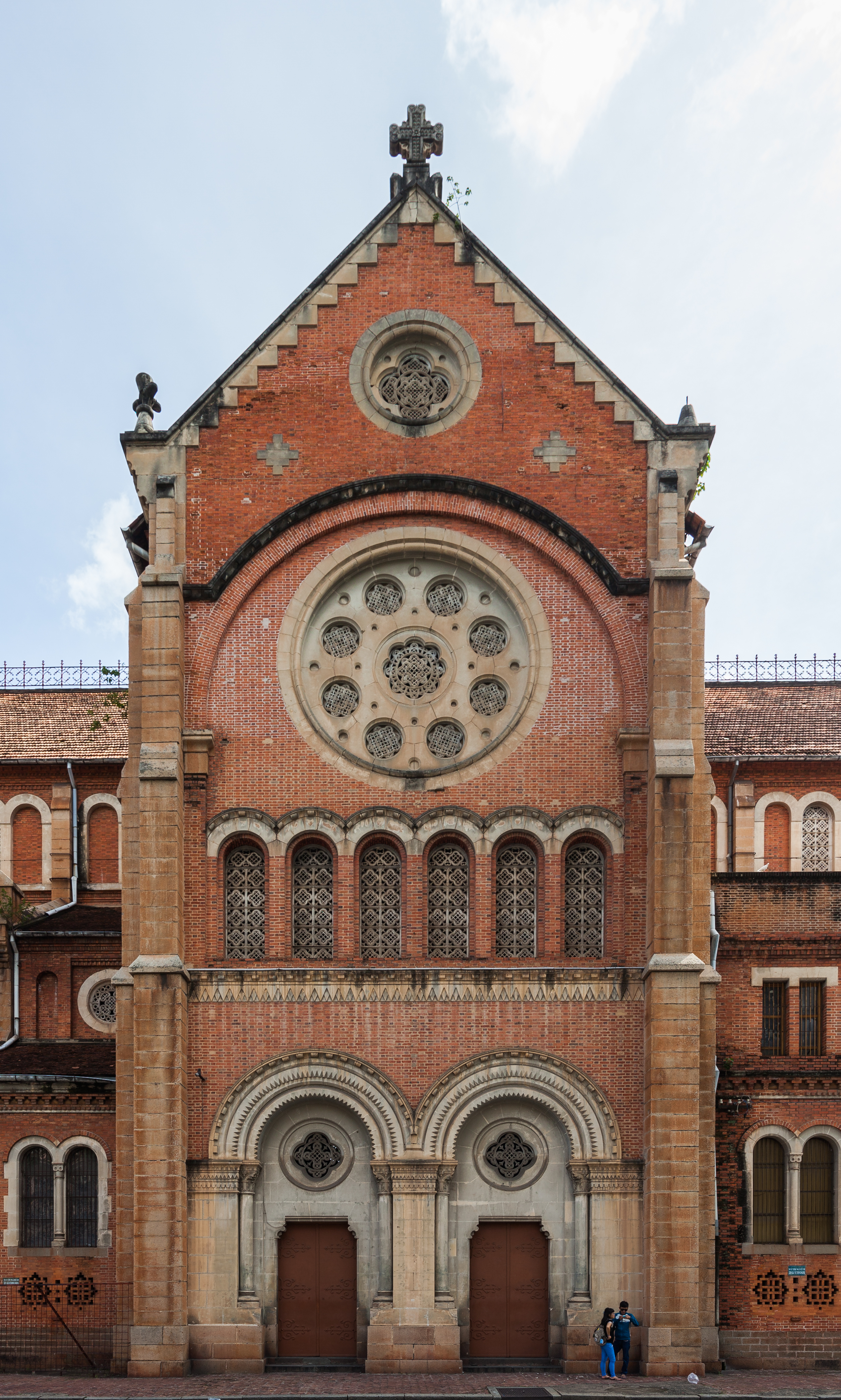
Mặt bên nhà thờ
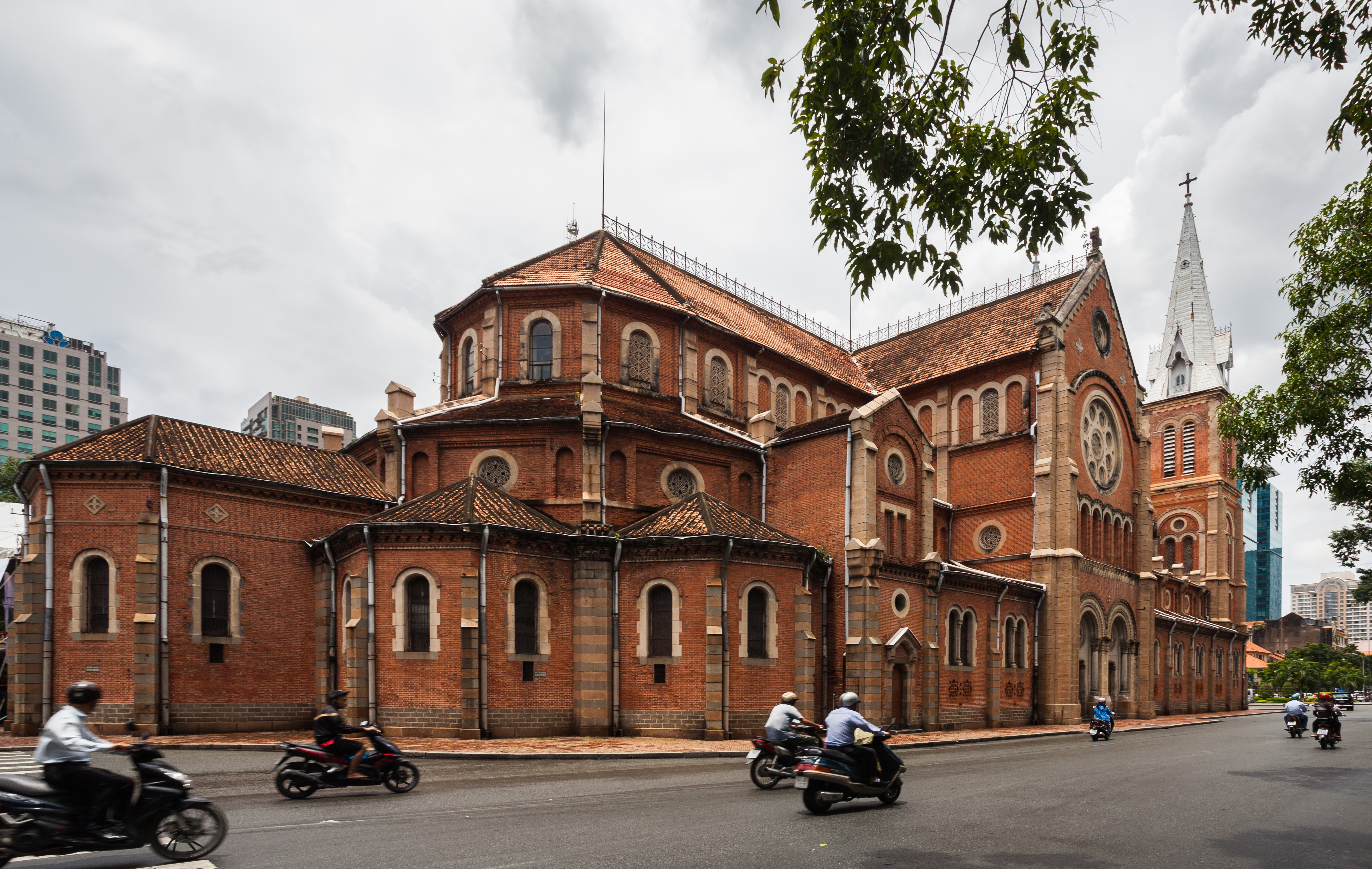
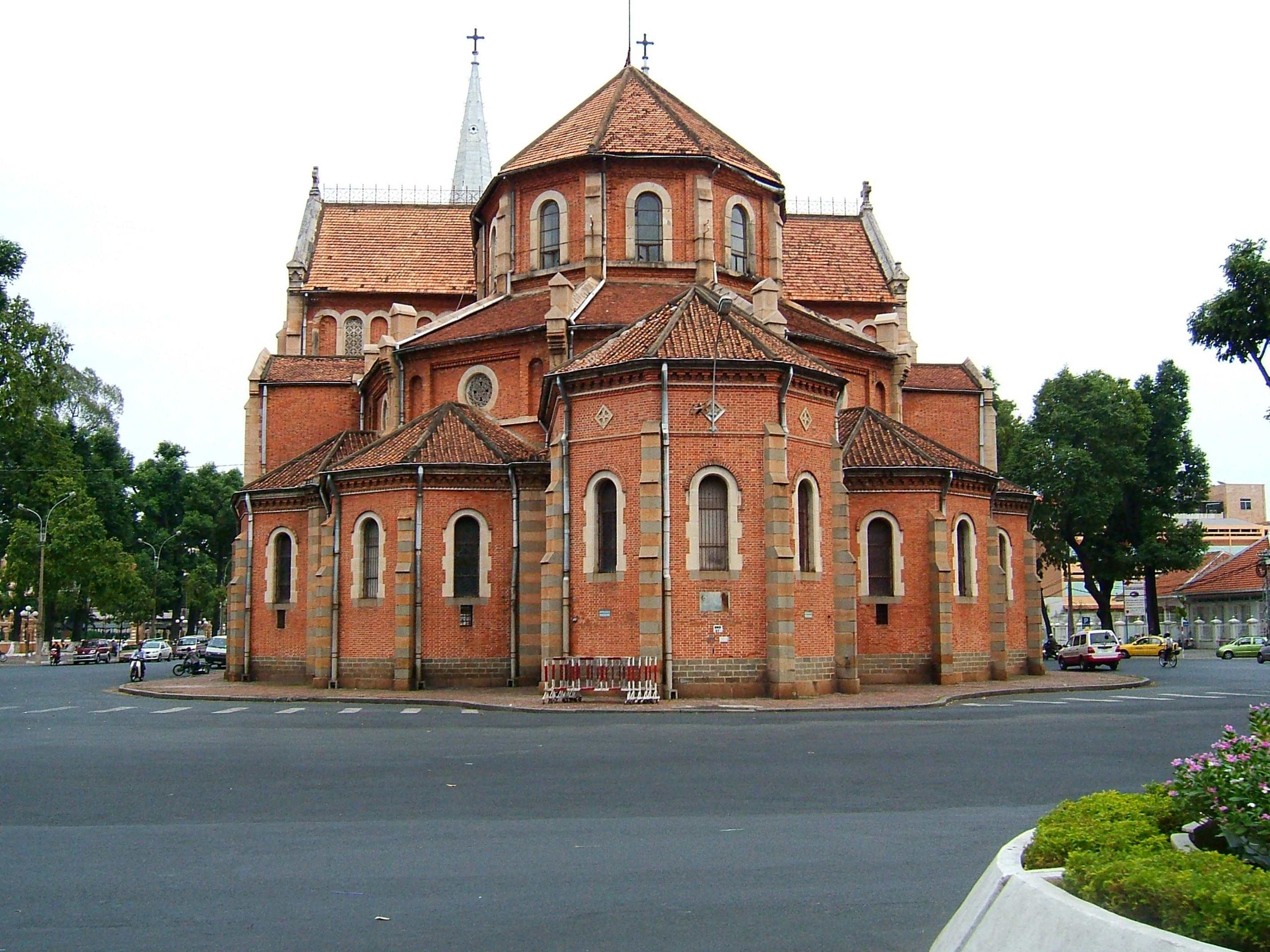
Mặt sau nhà thờ
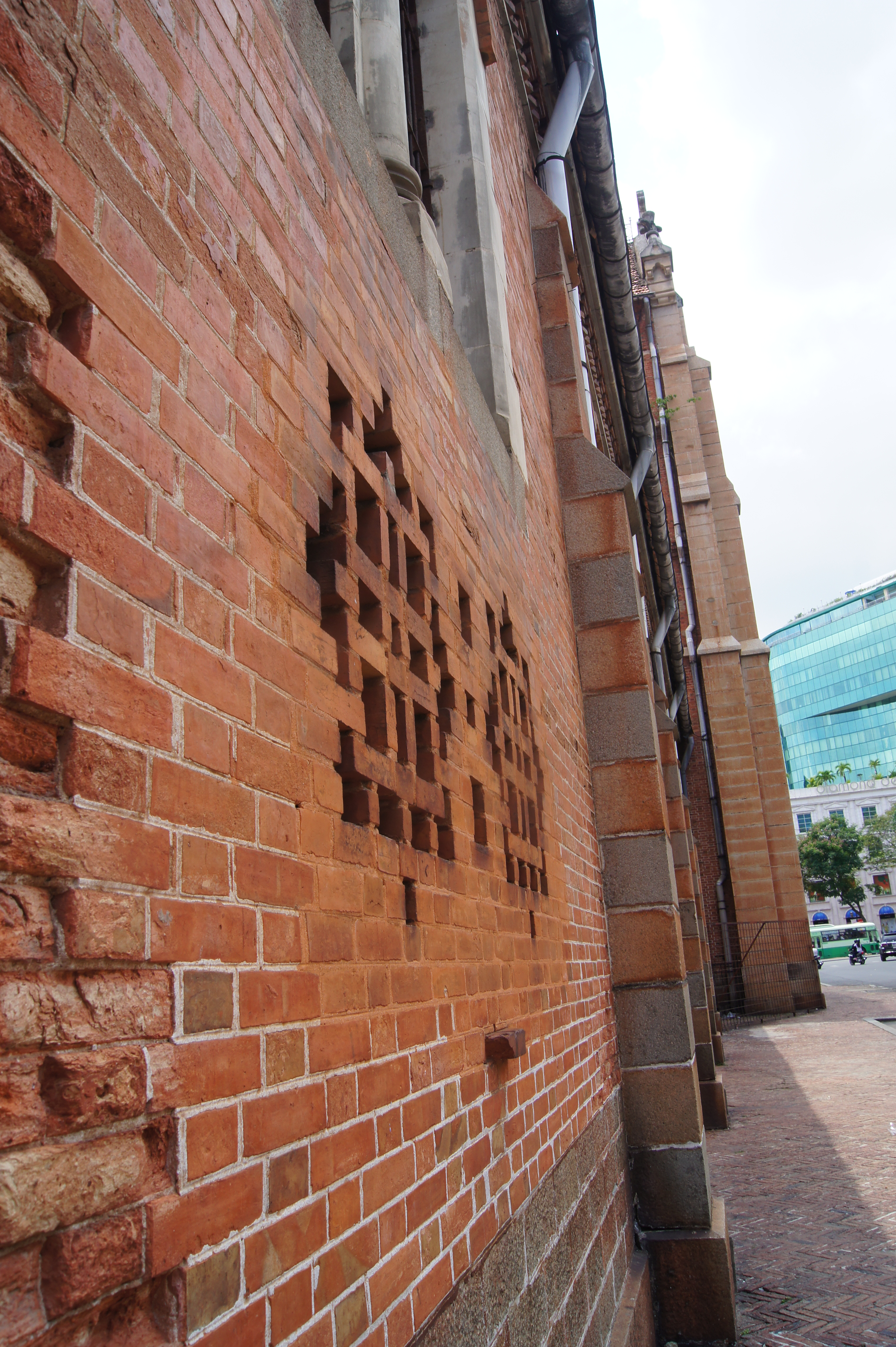
Màu gạch đỏ của tường nhà thờ